# 仙台市立四郎丸小学校
仙台市立四郎丸小学校（せんだいしりつ しろうまるしょうがっこう）は、宮城県仙台市太白区四郎丸にある公立小学校である。

## 概要
仙台市南部に位置する四郎丸地区に小学校が有り、団地が造成されて人口が増加したのに伴い、新設校の四郎丸小学校が開校した。

## 沿革
出典
- 1965年（昭和40年）
  - 4月1日 - 仙台市立中田小学校より分離開校。
  - 5月19日 - 父母教師会設立。
- 1975年（昭和50年）3月31日 - 校舎全館落成（第8期工事完了）。
- 1976年（昭和51年）4月1日 - 仙台市立袋原小学校が分離開校。本校から児童350名移籍。
- 1982年（昭和57年）4月1日 - 仙台市立東四郎丸小学校が分離開校。本校から児童500名移籍。
- 1989年（平成元年）3月21日 - 仙台市水道局緊急用耐震貯水装置設置。
- 1992年（平成4年）8月5日 - 校舎東口昇降機と体育館入口にスロープ設置。
- 1993年（平成5年）9月27日 - ランチルーム改装工事。
- 1994年（平成6年）6月6日 - 「ひまわり会」（特別支援学級後援会）設立。
- 1997年（平成7年）
  - 3月7日 - 非常災害用緊急物資配備。
  - 4月1日 - ことばの教室開設。
- 2001年（平成13年）3月12日 - 新体育館完成。
- 2003年（平成15年）
  - 3月10日 - 校舎耐震補強工事完了。
  - 4月1日 - 算数科における少人数指導開始。
  - 12月1日 - 校内LAN整備。
- 2006年（平成18年）7月27日 - 玄関学校名称変更。
- 2007年（平成19年）
  - 5月26日 - 第1回ひいらぎ・ふれあい体育祭開催。
  - 11月1日 - 四郎丸緊急Eネット運用開始。
- 2010年（平成22年）4月10日 - 四郎丸小学校防犯ボランティア見守り隊発足。
- 2011年（平成23年）
  - 3月11日 - 14時46分頃に東日本大震災発生。本校に避難所設置。
  - 10月11日 - 本校を会場に長岡市立四郎丸小学校との交流会開催。
- 2012年（平成24年）7月1日 - 四郎丸小学校地域支援本部設置。
- 2013年（平成25年）
  - 3月17日 - 津波情報システム拡充工事。
  - 9月29日 - 四郎丸小学校避難所運営委員会発足。
- 2015年（平成27年）
  - 3月20日 - 防災対応太陽光発電システム設置。
  - 5月27日 - ひいらぎ（校木）植樹。
  - 6月23日 - 屋上看板を新調（「やさしく」・「かしこく」・「元気よく」）。
  - 9月12日 - 創立50周年記念式典挙行し、祝賀会開催。
- 2016年（平成28年）7月27日 - 校舎耐久度調査実施。
- 2018年（平成30年）9月13日 - 校舎新築建設委員会設立。同日、地質ボーリング調査開始。
- 2020年（令和2年）3月2日 - この日から5月31日まで、新型コロナウイルス感染拡大防止のため、臨時休校の措置を採る。
- 2021年（令和3年）1月25日 - 校舎改築工事に伴い、校庭の使用が中止となる。
- 2022年（令和4年）
  - 5月 - 新校舎竣工。
  - 7月4日 - 新プール使用開始。
  - 8月25日 - 新校舎児童供用開始。
  - 8月30日 - 旧校舎お別れ会開催（第1部・児童向け）。
  - 9月10日 - 旧校舎お別れ会開催（第2部・地域向け）。

## 学区
出典
- 東中田1丁目（22～25番の一部）
- 東中田3丁目（20番の一部、25番、26、27番の各一部、28番）
- 東中田4丁目（11番の一部、15～18番、22番）
- 袋原1丁目
- 袋原2丁目（1～15番、16、17番の各一部）
- 袋原3丁目
- 袋原4丁目
- 袋原5丁目
- 袋原6丁目
- 大字袋原（字北河原、字小平、字定野北、字定野東、字平、字台(1～30番)、字畑中、字平淵(21～30番、33～46番、47番の一部、48番、49番、50番の一部、51番以降)）
- 下余田
- 四郎丸（字桜木、字昭和裏(1～22番、26番以降)、字昭和上、字昭和西、字神明、字田中、字土浮、字吹上(71番を除く)、字弁天(1～19番)、字前、字渡道）
- 高柳（字皇）
- 壇ケ原
  - 四郎丸小学区は、仙台市の南東に位置し、北に名取川が流れ、南は名取市と接している海抜約5mの平坦地帯である。
  - 以前は土地のほとんどが水田や畑に利用され、農業従事者が多かったが、近年宅地化が進み人口が増加し住宅地として発展している[3]。

## 進学先中学校
出典
- 仙台市立袋原中学校

## 周辺
- ファッションプラザごとうや - 仙台市道をはさんで、敷地が隣接。
- 仙台市立吹上3号公園 - 仙台市道をはさんで、敷地が隣接。
  - 吹上3号公園以外の公園も点在。
- 学校法人清泉学園ゆりかご認定こども園 - 進学前こども園のひとつ。
- 真宗大谷派宝林寺認定こども園若竹幼稚園 - 進学前幼稚園のひとつ。
- 仙台市吹上集会所
- 仙台市役所東中田市民センター
- 仙台四郎丸郵便局

## アクセス
- 仙台市営バス「10・B10・N10」系統で、「四郎丸小学校前」停留所下車後、徒歩約410m・約6分。
- なお、仙台市営バス「15・B15・N15」系統で、「畑中」停留所からもアクセス可能。